# Тюкавкина, Нонна Арсеньевна
Тюкавкина Нонна Арсеньевна (22 декабря 1932, Зима, Зиминский район, Восточно-Сибирский край, РСФСР, СССР — 19 декабря 2024, Москва) — советский и российский химик, почётный заведующий кафедрой Первого Московского государственного медицинского университета имени И. М. Сеченова, член Совета старейшин, внесена в Книгу Почёта ПМГМУ им. И. М. Сеченова (2014). Заслуженный деятель науки Российской Федерации (1996), Заслуженный профессор ММА им. И. М. Сеченова (2002), член Международной ассоциации учёных «Группа полифенолов», действительный член Нью-Йоркской академии наук.

## Биография
В 1955 году окончила химический факультет Иркутского государственного университета.
В 1955—1957 годах обучалась в аспирантуре на кафедре органической химии ИГУ.
В 1962 году защитила кандидатскую, а в 1975 году — докторскую диссертацию.
В 1957—1967 годах — ассистент, затем доцент кафедры органической химии ИГУ.
В 1967—1975 годах — заведующая лабораторией химии природных соединений Иркутского института органической химии Сибирского отделения Академии наук СССР.
В 1975—1979 годах — профессор кафедры органической химии 1-го Московского медицинского института имени И. М. Сеченова.
В 1979—2007 годах — заведующая кафедрой органической химии 1-го ММИ (ММА) имени И. М. Сеченова.
С 2013 года — Почётный заведующий кафедрой Первого московского государственного медицинского университета имени И. М. Сеченова.
Скончалась 19 декабря 2024 года на 92-м году жизни.

## Научная деятельность
Область научных интересов:
- Полифенольные соединения растительного происхождения;
- Биофлавоноиды, лигнаны. Строение и идентификация;
- Антиоксидантные свойства, биологическая активность полифенольных соединений;
- Хроматографический и спектральный анализ;
- Стандартизация фитопрепаратов[3].

Н. А. Тюкавкина является одним из основоположников приоритетных фундаментальных исследований в области фенольных соединений растительного происхождения, автором лекарственного капилляропротекторного и антиоксидантного препарата Диквертин.
Н. А. Тюкавкина большое внимание уделяла совершенствованию и профилизации фундаментального химического образования в медицинских и фармацевтических учебных заведениях. Она является соавтором и редактором учебных программ и основных видов учебной литературы для студентов медицинских и фармацевтических вузов, в частности, учебников «Биоорганическая химия», «Органическая химия» (для фармацевтических и медицинских училищ), «Органическая химия. Основной курс», книга 1 и Органическая химия. книга 2", практикумов «Руководство к лабораторным занятиям по биоорганической химии», «Руководство к лабораторным занятиям по органической химии», многократно переиздававшихся и пользующихся большим успехом у студентов.
Имеет свыше 400 научных публикаций в отечественной и зарубежной печати, 14 патентов, 5 монографий, две из которых в зарубежном издании. Подготовила 5 докторов и 22 кандидата наук.
Под её редакцией и непосредственном участии создан банк основных учебников и учебных пособий по двум дисциплинам для студентов фармацевтических и медицинских вузов: органической и биоорганической химии. Инициатор создания и учебно-методического обеспечения элективного курса «Биофлавоноиды» на базе современных компьютерных технологий.

## Награды
Орден Почёта, знак «Отличник здравоохранения», диплом и серебряная медаль им. Н. И. Вавилова, Заслуженный деятель науки Российской Федерации